# ریچارد بواتنگ
ریچارد بواتنگ (انگلیسی: Richard Boateng؛ زادهٔ ۱۰ ژوئیهٔ ۱۹۹۲) بازیکن فوتبال اهل غنا است که در پست هافبک میانی بازی می‌کند.
بواتنگ که در آکرا متولد شد، اولین بازی خود را در بزرگسالان با لیگ حرفه‌ای لیبرتی انجام داد، اما در تابستان ۲۰۱۰ به اسپانیا رفت و به تیم ذخیره باشگاه فوتبال گرانادا در لیگ‌های منطقه‌ای پیوست.